# Afroguatteria
Afroguatteria é um género botânico pertencente à família Annonaceae.

## Espécies
Apresenta duas espécies:
- Afroguatteria bequaertii
- Afroguatteria globosa